# James Colomina
James Colomina (Tolosa de Llenguadoc, 1975) és un artista francès dedicat a l'art de carrer. És conegut per les seves escultures de personatges de color roig fetes a partir de motlles corporals que col·loca a l'espai públic de manera lliure. Les seves obres qüestionen la societat i la política a través de la poesia corrosiva.

## Instal·lacions
James Colomina ha instal·lat escultures tant a França com a l'estranger. A París va col·locar el president Emmanuel Macron al Quai Valmy en una tenda de campanya amb els sensesostre. Al Cafè de la Gare va instal·lar Les petits veilleurs en homenatge a les víctimes dels atemptats de París del 13 i 14 de novembre de 2015. El desembre de 2021, va col·locar una escultura del polític Éric Zemmour amb un barret de Pare Noel davant del Museu del Louvre per a qüestionar la presència de l'extrema dreta en el debat polític.
A l'estranger, Colomina va fer acte de presència al mur de Berlín per l'aniversari del seu enderrocament. El gener de 2022, per a commemorar l'abolició de l'esclavitud a Espanya, va instal·lar la Humanitat a la peanya on abans havia estat retirada l'estàtua a Barcelona de l'esclavista Antonio López.
Durant la invasió d'Ucraïna del 2022, va instal·lar una escultura que representava Vladímir Putin amb un tanc de joguina al sorral dels Jardins du Luxemburg, a fi de «denunciar l'absurditat de la guerra i el coratge dels infants davant situacions violentes i catastròfiques que no han escollit». La mateixa escultura va aparèixer al Parc de Joan Miró de Barcelona.